# Roses are Red (песня)
«Roses are Red» (с англ. — «Розы красные») — дебютный сингл скандинавской дэнс-поп-группы Aqua с дебютного альбома Aquarium, выпущенный в 1996 году.

## О сингле
Дебютный сингл возглавил национальный чарт Дании и вошёл в Топ-5 Норвегии и Швеции; при этом он не имел широкую радиоротацию за пределами Скандинавии, в отличие от последующих синглов Aqua.
Текст песни вдохновлён стихотворением «Roses are Red», которое имеет большое количество сатирических и юмористических интерпретаций. Часто в тексте упоминается композиция «The Passenger» группы Iggy and the Stooges.
В 1997 году российский певец и музыкант Сергей Минаев записал композицию «Музыка поп», взяв за основу минус «Roses are Red».

## Список композиций
| №                   | Название                             | Длительность |
| ------------------- | ------------------------------------ | ------------ |
| 1.                  | «Roses are Red» (radio edit)         | 3:33         |
| 2.                  | «Roses are Red» (original version)   | 3:43         |
| 3.                  | «Roses are Red» (extended version)   | 5:58         |
| 4.                  | «Roses are Red» (club version)       | 7:00         |
| 5.                  | «Roses are Red» (club edit)          | 4:14         |
| 6.                  | «Roses are Red» (Disco 70's mix)     | 3:17         |
| 7.                  | «Roses are Red» (radio instrumental) | 3:44         |
| Общая длительность: | Общая длительность:                  | :            |

## Чарты
| Страна   | Чарт              | Позиция |
| -------- | ----------------- | ------- |
| Дания    | IFPI              | 1       |
| Европа   | Eurochart Hot 100 | 23      |
| Норвегия | Mega Top 100      | 2       |
| Швеция   | Sverigetopplistan | 5       |

## Сертификации
| Регион                                                      | Сертификация | Продажи |
| ----------------------------------------------------------- | ------------ | ------- |
| Норвегия (IFPI Norway)                                      | Золотой      |         |
| Швеция (GLF)                                                | Золотой      | 25 000^ |
| ^ Данные о тиражах приведены только на основе сертификации. |              |         |

## Участники записи
- Лене Нюстрём и Рене Диф — вокал;
- Johnny Jam, Delgado, Сёрен Растед и Клаус Норрен — продюсирование, аражировки, сведение[8]